# Illa de Melville (Austràlia)
Illa de Melville es troba a l'est del mar de Timor, al Territori del Nord d'Austràlia. Està a l'oest de la península Cobourg a Arnhem Land i al nord de Darwin. Ocupa una superfície de 5.786 km² i és la segona illa més gran d'Austràlia després de Tasmània. En idioma Tiwi es diu Yermalner.
L'illa de Melville i l'illa de Bathurst formen les illes Tiwi.
Aquesta illa segurament la van descobrir els portuguesos i Abel Tasman ja hi va estar el 1644.
El seu nom europeu és en honor de Robert Dundas, segon vescomte Melville.